# The Simple Life
The Simple Life é um programa norte-americano no qual socialites americanas: Paris Hilton, Herdeira da cadeia de hoteis Hilton, atriz e cantora, e Nicole Richie, filha do famoso cantor americano Lionel Richie, se relacionam com pessoas do meio suburbano ou pessoas de classe média baixa e alta, e tentam se adaptar a uma "vida simples".

## Protagonistas
- Paris Hilton
- Nicole Richie
- Tinkerbell (Cachorro da Paris Hilton)
- Foxy Cleopatra (Cachorro da Nicole Richie)

## História
Elas dirigem os carros mais luxuosos, fazem compras nas lojas mais caras e participam das mais exclusivas festas — mas não por muito tempo. O que acontece quando você tira duas jovens milionárias do topo da sociedade e as desafia a desistir dos seus telefones celulares, cartões de créditos e mordomias para viver uma vida simples numa pequena cidade? Comédia... isso é o que acontece!
"The Simple Life" é um novo e divertido reality show que acompanha a vida de duas jovens e influentes socialites quando elas fazem a transição da vida na cidade grande para a pacata vida de uma fazenda. As "patricinhas" Paris Hilton (herdeira dos famosos e luxuosos hotéis Hilton) e sua melhor amiga Nicole Richie (filha do cantor Lionel Richie) terão que deixar o conforto de Los Angeles quando se mudam para uma fazenda em Altus, interior do estado de Arkansas, que tem apenas 817 habitantes.
Lá elas terão que dividir a casa com outras sete pessoas, onde as duas irão enfrentar seu pior pesadelo: morar numa casa com apenas um banheiro! O programa mostra Paris e Nicole enquanto elas arregaçam as mangas de suas caríssimas roupas e sujam suas bem cuidadas unhas e tentam se adaptar a um mundo muito diferente do que estão acostumadas.
O trabalho delas inclui desde limpar o galinheiro até abastecer o próprio carro para conhecer os garotos da cidade — e Paris e Nicole percebem o que é se sentir um peixe fora d'água. As mimadas princesinhas que estão acostumadas a sapatear em cima de mesas, terão agora que limpá-las. Mas será que elas irão sobreviver a essa difícil jornada? E o mais importante: será que essa pequena cidade irá sobreviver a passagem delas?
O programa, dos mesmos produtores do "Na Real MTV", fez tanto sucesso nos EUA que a Fox produziu uma nova "aventura" para as garotas — na segunda edição elas vão viajar de carro pelo país.

## Temporadas

### The First Season
As meninas aceitaram a difícil tarefa de largar itens cotidianos de importância a elas, como celulares e cartões de crédito, para entrar na cena cotidiana da famila em Altus cidade do Arkansas.
Em tese as meninas teriam que aprender como fazer coisas cotidianas como tirar leite de vaca, limpar estábulos, mas a única coisa que conseguiram foi destruir estoques inteiros de leite e levar a família a um Sonic Drive-in, uma famosa lanchonete local. O primeiro show estreia no dia 2 de Dezembro de 2003.

### Road Trip
Começa então no verão americano a segunda temporada, Road Trip, na qual crusavam o em um trailer rosa, fazendo trabalhos simples como pescar lagostas, garçonetes de resort de nudismo e fabricantes de salsicha.
Elas também estragavam coisas por onde passavam e a audiência continua alta para os padrões.

### Interns
Começou em outubro de 2004, tem o mesmo objetivo da segunda, mas este conta com aparições de pessoas como o irmão de Paris e o noivo de Nicole. Desta vez eles cruzam o nordeste dos E.U.A.

### 'Til Death Do Us Part
Esta temporada é a mudança principal do rumo do Show, agora passa a ser muito mais simples gravar uma temporada. Nicole e Paris tiveram uma briga e aparentemente não ia haver reatação entre os dois lados, Paris era a host idealizadora, decide então chamar Kimberly Stweart filha do famoso roqueiro e jazzista Rod Stewart ex-Faces, e Nicole iria fazer um show solo com foco em seu casamento com DJ AM. Mas a FOX tratou logo de cortar qualquer rumor e dizer que a quarta temporada iria continuar com as duas hosts originais. Segundo a FOX, as duas são profissionais e devem saber que no trabalho temos que aprender a conviver com quem não precisamos. Agora o programa passa a ter um formato Troca de Esposas, um programa inglês que eram trocadas entre si, esposas de dois casais) e todos os programas são gravados na california, casa das duas hosts. Elas visitam a cada episódio uma casa diferente e depois de dois dias de avaliação é dado um ultimato de quem poderia ser uma mãe mais dedicada. Nesse as meninas visitam individualmente as casas, por conta de suas brigas.

### Goes to Camp
Com a volta da amizade entre Nicole e Paris, elas voltam a juntar-se e desta vez vão tomar conta de um acapamento em que vão ser visitadas por vários grupos.

## Paris e Nicole após o fim do programa
Atualmente, depois do fim do programa, as atrizes Paris Hilton e Nicole Richie estão seguindo sua vida, e tocando seus novos planos para o futuro. Paris Hilton  trabalhou em seu novo longa-metragem Repo! The Genetic Opera! e pretende lançar seu novo cd em breve.
Nicole Richie teve uma filha com o cantor Joel Madden do Good Charlotte, eles estão fazendo planos para um futuro casamento, e Nicole por enquanto está sem nenhum novo projeto profissional  para o futuro.

## No Brasil
Em território brasileiro, o programa estreou no dia 3 de março de 2004 no canal de TV a cabo Fox, às 21h apenas em sua versão legendada. O sucesso do programa rendeu a realização de uma versão brasileira.

### Versão brasileira
A emissora que transmitiu a versão brasileira do reality show foi a Rede Record, onde Karina Bacchi (atriz, modelo e apresentadora) e Ticiane Pinheiro (atriz, modelo e ex-esposa do empresário e publicitário Roberto Justus) foram enviadas a uma fazenda, abrindo mão de todo o luxo que estavam acostumadas, para levar uma vida simples, com direito a acordar cedo, tirar leite de vaca, alimentar porcos, galinhas e todas as atividades típicas do local.